# Liisa Pakosta
Liisa-Ly Pakosta , née le 3 septembre 1969 à Tallinn est une femme politique estonienne. Elle est députée de la XVe legislature du Riigikogu et ministre de la Justice depuis le 23 juillet 2024.

## Biographie
Entre 2015 et 2022, Liisa Pakosta est commissaire pour l’égalité des sexes et pour l’égalité de traitement. Elle est directrice générale du Conseil national du patrimoine du 1er juillet 2022 au 16 octobre de la même année,.
Aux élections législatives de 2023, elle se présente comme candidate du parti Estonie 200 et  reçoit 1 731 voix dans la  deuxième circonscription législative (districts de Tallinn Central, Lasnamäe et Pirita), assurant son élection en tant que membre du Riigikogu. 
Elle était membre du parti Isamaa.
Elle est nommée ministre de la Justice dans le gouvernement Michal le 23 juillet 2024.